# Шиладжян, Гаянэ Азариковна
Гаянэ Азариковна Шиладжян (род. 19 июня 1965, Москва, СССР) — российский музыкальный продюсер и работник культуры. Директор, генеральный продюсер, художественный руководитель и инициатор создания Симфонического оркестра Москвы «Русская филармония». Автор концертных программ. Заслуженный работник культуры Российской Федерации (2006). Почётный деятель искусств города Москвы (2018).

## Биография
Родилась 19 июня 1965 года в Москве. Отец, Шиладжян Азарий Ервандович, — почётный железнодорожник, работал начальником железнодорожных перевозок на станции Лихоборы. Мать, Валентина Аваковна Шиладжян, — врач.
Окончила Музыкально-педагогический институт имени М. М. Ипполитова-Иванова по специальности «фортепиано» в 1985 году. Спустя пять лет, в 1990 году, завершила обучение во Всесоюзном заочном финансово-экономическом институте по специальности «управление кредитом».
С 1990 по 1993 год как главный администратор участвовала в создании Московского муниципального театра «Новая опера» (художественный руководитель и главный дирижёр — Евгений Колобов). С 1993 года по 1998 год являлась заместителем директора Московского музыкального театра «Геликон-опера» (художественный руководитель и главный режиссёр — Дмитрий Бертман).
В апреле 1998 года стала директором Симфонического оркестра «Русская филармония ТВ-6 Москва». В связи с финансовым кризисом в августе 1998 года телеканал ТВ-6 перестал финансировать оркестр и Шиладжян обратилась к мэру Москвы Юрию Лужкову с предложением создания городского симфонического оркестра на базе оркестра ТВ-6. С октября 1998 года Шиладжян участвовала в создании симфонического оркестра Москвы «Русская филармония». В апреле 2000 года Комитетом по культуре Правительства Москвы был учреждён симфонический оркестр «Русская филармония» как государственное учреждение культуры и получил финансированием с 2001 года. Шиладжян как директор оркестра организовывала проведение первого концерта коллектива в новом статусе 19 марта 2001 года в Большом зале Московской консерватории.
В 2011 году стала инициатором приглашения главным дирижёром оркестра Дмитрия Юровского. Участвовала в создании проекта по исполнению оркестром «Русская филармония» альбома «Barcelona» группы Queen, где впервые этот альбом прозвучал в симфоническом исполнении. Премьера проекта состоялась в ноябре 2018 года в Государственном Кремлёвском Дворце.
Гаянэ Шиладжян одна из первых начала реализовывать мультимедийные проекты, объединяющие исполнение классической музыки с живописью. Кроме того, Шиладжян является автором мультимедийных проектов оркестра.
На выборах мэра Москвы 2018 года являлась доверенным лицом Сергея Собянина.

## Награды
- Медаль «В память 850-летия Москвы» (1997)[4]
- Диплом «За большой вклад в развитие отечественного менеджмента» Форума менеджеров России (апрель 2004 года)[11]
- Звание «Лучший менеджер России» от Академии наук России (2004)[4]
- Победитель 6-го Московского конкурса «Женщина — директор года» в номинации «Культура» (2005)[4]
- Заслуженный работник культуры Российской Федерации (13 февраля 2006)[12]
- Лауреат премии Москвы в номинации «Музыкальное искусство» (2012)[13][14]
- Премия The Moscow Life & Bussiness Awards (2018)[15]
- Звание «Почётный деятель искусств города Москвы» (2018)[16][17]
- Почётный знак «За заслуги в развитии законодательства и парламентаризма» (5 июня 2019)
- Почётная грамота Московской городской думы (5 июня 2019) — за заслуги перед городским сообществом[18].
- Юбилейная медаль «Московская городская дума. 25 лет» (2019)[19]

## Семья
Сын — Гарри Александрович Федотов (род. 1987).